# Bojan Beladović
Bojan Beladović (1954. − Split, 20. siječnja 2018.), hrvatski gitarist iz Splita. Nosio je nadimak splitski Clapton, jer je fizički sličio i sviranjem zvučao kao pravi Eric Clapton.
Ranih 1980-ih je svirao s tadašnjim blues bandom, a izvodili su skladbe E. Claptona i J.J. Calea. Bio je gitarist sastava Mora, Otprilike ovako i Kineskog zida. Surađivao je na albumu Tome Bebića Volite se ljudožderi, Miše Kovača Čovjek bez adrese, Ive Lesića Ona voli disko klub, Stila Putovanje, Biljane Pesme s autoputa, Olivera Mandića, (1978.) i dr. Aranžirao je skladbu Bila si dijete na singlici sastava Sna. Bio je u pratećim sastavima Olivera Dragojevića, Dina Dvornika, Meri Cetinić, Doris Dragović, Đorđija Peruzovića, i dr. Bio je dugogodišnji tonmajstor u splitskom kazalištu lutaka počevši od 1993. godine. S Branimirom Ostojićem snimio je Sporting Life Blues 2017. godine. Zbog teške bolesti svoje je posljednje dane Beladović proveo u staračkom domu Zlatne godine u Žrnovnici.

## Vanjske poveznice
- Kanal na YouTubeu
- Discogs
- Teatar.hr